# خط الخلافة على العرش الهولندي

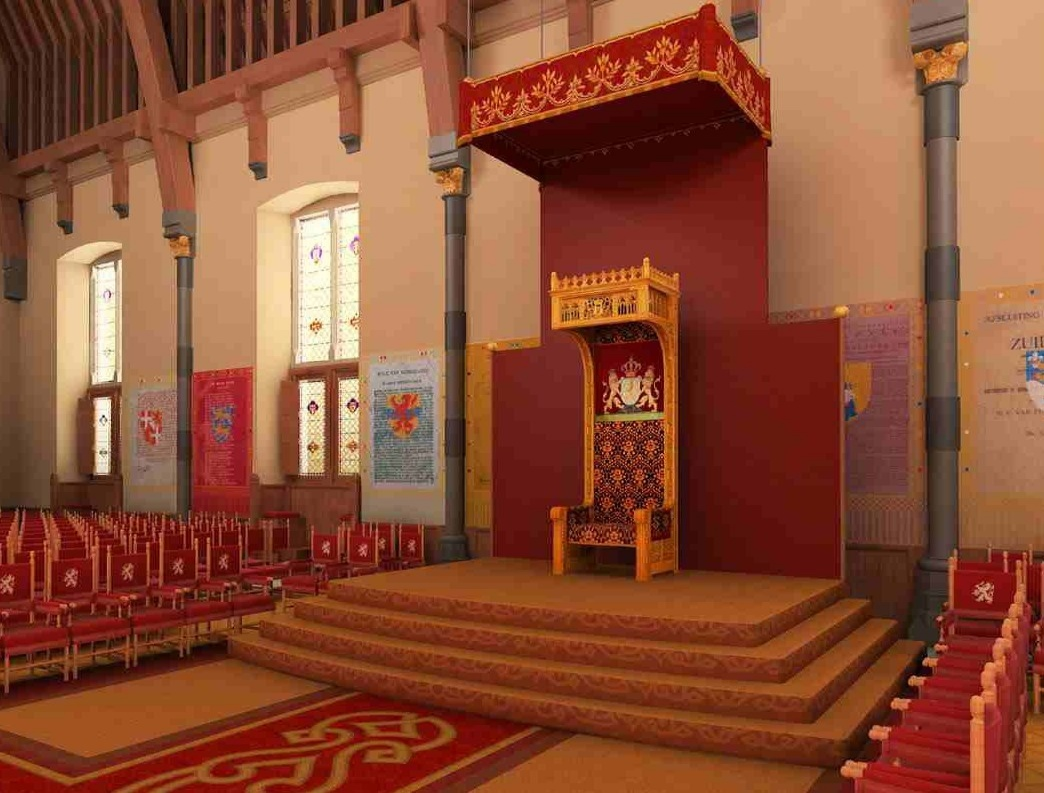
العرش الملكي في قاعة الفرسان، وهو المكان الذي يلقي منه العاهل الهولندي خطاب العرش في يوم الأمير (برينجيساخ).

منذ عام 1983، وتاج هولندا يمرر وفقاً لقانون للبكورة المطلقة. ومنذ عام 1814 حتى 1887 كان يخلف الملك أقرب قريباته فقط إذا لم يكن هناك أقارب من الذكور المؤهلة. وقد اعتمد قانون تفضيل البكورة الذكرية عام 1887، على الرغم من إلغائه عندما قدم قانون البكورة المطلقة في عام 1983. وقد أخذ قانون قرابة الدم بعين الاعتبار منذ عام 1922، عندما تم تغيير الدستور للحد من خط الخلافة إلى ثلاث درجات قرابة من الملك الحالي

## خط الخلافة
تحتوي القائمة أدناه على جميع الأشخاص المؤهلين حاليًا للخلافة المباشرة للعرش (من 1 إلى 8) وأحفاد الأميرة مارغريت الذين سيكونون مؤهلين إذا اعتلت هي العرش.
- يوليانا ملكة هولندا (1909–2004)
  -  بياتريكس ملكة هولندا (ولدت 1938)
    -  الملك فيليم ألكسندر (ولد 1967)
      - (1) كاتارينا أماليا (أميرة أورانج) (ولدت 2003)[2][3]
      - (2) الأميرة أليكسيا (ولدت 2005)[2][4]
      - (3) الأميرة أريانا (ولدت 2007)[2][5]

    - (4) الأمير قنسطانطاين (ولد 1969)[2]
      - (5) Countess Eloise of Orange-Nassau  [لغات أخرى]‏ (ولد 2002)[2]
      - (6) Count Claus-Casimir of Orange-Nassau  [لغات أخرى]‏ (ولد 2004)[2]
      - (7) Countess Leonore of Orange-Nassau  [لغات أخرى]‏ (ولد 2006)[2]

  - (8) Princess Margriet (ولد 1943)[2]
    - Prince Maurits of Orange-Nassau  [لغات أخرى]‏ (ولد 1968)
      - Anastasia van Lippe-Biesterfeld van Vollenhoven (ولد 2001)[6]
      - Lucas van Lippe-Biesterfeld van Vollenhoven (ولد 2002)[6]
      -  Felicia van Lippe-Biesterfeld van Vollenhoven (ولد 2005)[6]

    -  الأمير بيرنهارد لوكاس إيمانويل (ولد 1969)
      - إيزابيلا فان فولينهوفن (ولد 2002)[6]
      - صامويل فان فولينهوفن (ولد 2004)[6]
      - بنيامين فان فولينهوفن (ولد 2008)[6]